# Ramadán Dervíš
Ramadán Dervíš (* 29. leden 1988, Egypt) je egyptský zápasník–judista.

## Sportovní kariéra
S judem začínal v Káhiře po vzoru svého staršího bratra Mustáfy. Na mezinárodní scéně se objevuje od roku 2009. V roce 2012 se kvalifikoval na olympijské hry v Londýně a vypadl v úvodním kole. V roce 2016 se kvalifikoval na olympijské hry v Riu a obsadil 7. místo, když ve čtvrtfinále nestačil na Ázerbájdžánce Elmara Gasimova.

### Vítězství
- 2009 - 1x světový pohár (Čching-tao)
- 2014 - 1x světový pohár (Taškent)
- 2015 - 1x světový pohár (Budapešť)
- 2016 - 1x světový pohár (Sofia)

## Výsledky
| Turnaj             | 2009           | 2010           | 2011           | 2012           | 2013           | 2014           | 2015           | 2016           | 2017           |                |                |                |
| Turnaj             | 21             | 22             | 23             | 24             | 25             | 26             | 27             | 28             | 29             |                |                |                |
| Turnaj             | polotěžká váha | polotěžká váha | polotěžká váha | polotěžká váha | polotěžká váha | polotěžká váha | polotěžká váha | polotěžká váha | polotěžká váha | polotěžká váha | polotěžká váha | polotěžká váha |
| ------------------ | -------------- | -------------- | -------------- | -------------- | -------------- | -------------- | -------------- | -------------- | -------------- | -------------- | -------------- | -------------- |
| Olympijské hry     |                |                |                | úč.            |                |                |                | 7.             |                |                |                |                |
| Mistrovství světa  | 3.             | úč.            | 5.             |                | úč.            | úč.            | —              |                | úč.            |                |                |                |
| Africké hry        |                |                | 2.             |                |                |                | —              |                |                |                |                |                |
| Mistrovství Afriky | 1.             | 1.             | 1.             | 1.             | 1.             | 2.             | 2.             | 1.             | 2.             |                |                |                |